# أوسيليستور
الأوسيليستور (بالإنجليزية: Oscillistor)‏ هو قطعة إلكترونية مكونة من أشباه موصلات، وتتكون من عينة إلكترونية موضوعة ضمن مجال مغناطيسي، ومقاوم ومزود طاقة. يُنتج الأوسيليستور تردداً عالياً وقريباً جداً من الموجية الجيبية من ناحية الشكل.
مبدأ العمل الأساسي هو عدم الثبات حلزوني الشكل للإلكترونات والثغرات الإلكترونية (p-n elektron-hole) في البلازما المستخدمة.